# Leichtathletik-Länderkampf der Männer 1958 Türkei – BR Deutschland
| 1. Leichtathletik-Länderkampf mit bundesdeutscher Beteiligung 1958 | 1. Leichtathletik-Länderkampf mit bundesdeutscher Beteiligung 1958 |               |
| ------------------------------------------------------------------ | ------------------------------------------------------------------ | ------------- |
|                                                                    |                                                                    |               |
| Ländervergleich der Männer: Türkei – BR Deutschland                |                                                                    |               |
| Austragungsort                                                     | Istanbul                                                           |               |
| Wettbewerbe                                                        | 19                                                                 |               |
| Datum                                                              | 7./8. Juni 1958                                                    |               |
| 1. FRG 2. TUR                                                      | 124 Punkte 061 Punkte                                              |               |
| Chronik                                                            |                                                                    |               |
| ← letzter LK 1957: 00HUN-FRG (M)                                   | GRC-FRG (M) →                                                      | GRC-FRG (M) → |

Im ersten Vergleich des Länderkampfjahres 1958 traten die Männer am 7./8. Juni in Istanbul gegen die Türkei an. Mit diesem Vergleich begann die Länderkampfreise der bundesdeutschen Leichtathleten nach Südeuropa. Es war die zweite Begegnung dieser beiden Nationen. Die letzte hatte 1953 ebenfalls in Istanbul stattgefunden. Damals waren die bundesdeutschen Leichtathleten als Sieger aus dem Aufeinandertreffen hervorgegangen.

## Wettbewerbe und Modus
Auf dem Programm standen neunzehn Disziplinen. Aus den in Männerländerkämpfen üblichen Wettbewerben fehlte der 3000-Meter-Hindernislauf. Außer dem Marathonlauf, den beiden Gehdisziplinen, dem Zehnkampf und dem 3000-Meter-Hindernislauf wurden alle olympischen Wettbewerbe ausgetragen. Gewertet wurde in den Einzeldisziplinen nicht nach dem Standardsystem, der Sieger erhielt vier statt fünf Punkte. In den Staffeln wurden fünf zu drei Punkte vergeben.

## Ergebnis
Die bundesdeutschen Leichtathleten gestalteten die Begegnung hoch überlegen. Sie lagen in allen neunzehn Disziplinwertungen vorn, davon dreizehn Mal mit Doppelerfolgen. Ein türkischer Athlet gewann zwar den Hochsprung, doch da sein Land hier nur mit einem Sportler antrat, ging auch dieser Wettbewerb an die Bundesrepublik Deutschland. So gab es einen klaren Sieg des bundesdeutschen Teams mit 124 zu 61 Punkten.

## Resultate

### 100 m
| Platz | Athlet            | Land | Zeit (s) |
| ----- | ----------------- | ---- | -------- |
| 1     | Armin Hary        | FRG  | 10,5     |
| 2     | Heinz Fütterer    | FRG  | 10,6     |
| 3     | Aydin Onur        | TUR  | 10,7     |
| 4     | Todori Yordanidis | TUR  | 11,1     |

Datum: 7. Juni

### 200 m
| Platz | Athlet            | Land | Zeit (s) |
| ----- | ----------------- | ---- | -------- |
| 1     | Armin Hary        | FRG  | 21,2     |
| 2     | Walter Mahlendorf | FRG  | 21,6     |
| 3     | Fahir Özgüden     | TUR  | 22,3     |
| 4     | Aydin Onur        | TUR  | 22,4     |

Datum: 8. Juni

### 400 m
| Platz | Athlet             | Land | Zeit (s) |
| ----- | ------------------ | ---- | -------- |
| 1     | Manfred Poerschke  | FRG  | 48,6     |
| 2     | Fahir Özgüden      | TUR  | 48,7     |
| 3     | Udo Waldheim       | FRG  | 49,1     |
| 4     | Teophan Simyonidis | TUR  | 50,9     |

Datum: 7. Juni

### 800 m
| Platz | Athlet         | Land | Zeit (min) |
| ----- | -------------- | ---- | ---------- |
| 1     | Paul Schmidt   | FRG  | 1:50,2     |
| 2     | Ekrem Koçak    | TUR  | 1:53,3     |
| 3     | Horst Grone    | FRG  | 1:54,0     |
| 4     | Ilhan Bilgütay | TUR  | 1:55,6     |

Datum: 8. Juni

### 1500 m
| Platz | Athlet         | Land | Zeit (min) |
| ----- | -------------- | ---- | ---------- |
| 1     | Edmund Brenner | FRG  | 3:53,8     |
| 2     | Max Rentsch    | FRG  | 3:54,1     |
| 3     | Cahit Önel     | TUR  | 3:54,2     |
| 4     | Ekrem Koçak    | TUR  | 4:04,8     |

Datum: 7. Juni

### 5000 m
| Platz | Athlet            | Land | Zeit (min) |
| ----- | ----------------- | ---- | ---------- |
| 1     | Ludwig Müller     | FRG  | 14:17,0    |
| 2     | Walter Konrad     | FRG  | 14:30,0    |
| 3     | Ilhami Koc        | TUR  | 14:34,0    |
| 4     | Abdullah Kökpinar | TUR  | 15:10,2    |

Datum: 7. Juni

### 10.000 m
| Platz | Athlet           | Land | Zeit (min) |
| ----- | ---------------- | ---- | ---------- |
| 1     | Herbert Schade   | FRG  | 30:42,0    |
| 2     | Ludwig Müller    | FRG  | 30:42,2    |
| 3     | Fevzi Pakel      | TUR  | 31:36,6    |
| 4     | Hüseyin Topsakal | TUR  | 32:33,8    |

Datum: 7. Juni

### 110 m Hürden
| Platz | Athlet            | Land | Zeit (s) |
| ----- | ----------------- | ---- | -------- |
| 1     | Günter Brand      | FRG  | 14,3     |
| 2     | Walter Pensberger | FRG  | 14,6     |
| 3     | Aydin Tunali      | TUR  | 15,4     |
| 4     | Erol Erdogan      | TUR  | 15,9     |

Datum: 7. Juni

### 400 m Hürden
| Platz | Athlet           | Land | Zeit (s) |
| ----- | ---------------- | ---- | -------- |
| 1     | Helmut Janz      | FRG  | 52,6     |
| 2     | Wolfgang Fischer | FRG  | 53,8     |
| 3     | Fahir Özgüden    | TUR  | 54,4     |
| 4     | Aydin Tunali     | TUR  | 56,3     |

Datum: 8. Juni

### 4 × 100 m Staffel
| Platz | Besetzung      | Land                                                          | Zeit (s) |
| ----- | -------------- | ------------------------------------------------------------- | -------- |
| 1     | BR Deutschland | Lothar Knörzer Walter Mahlendorf Heinz Fütterer Armin Hary    | 41,5     |
| 2     | Türkei         | Teophan Simyonidis Fahir Özgüden Todori Yordanidis Aydin Onur | 43,4     |

Datum: 7. Juni

### 4 × 400 m Staffel
| Platz | Besetzung      | Land                                                               | Zeit (min) |
| ----- | -------------- | ------------------------------------------------------------------ | ---------- |
| 1     | BR Deutschland | Manfred Poerschke Udo Waldheim Albert Radusch Horst Grone          | 3:16,7     |
| 2     | Türkei         | Teophan Simyonidis Ekrem Koçak Muharrem Dalkılıç Todori Yordanidis | 3:25,4     |

Datum: 8. Juni

### Hochsprung
| Platz | Athlet        | Land | Höhe (m) |
| ----- | ------------- | ---- | -------- |
| 1     | Çetin Sabiner | TUR  | 1,99     |
| 2     | Theo Püll     | FRG  | 1,99     |
| 3     | Werner Bähr   | FRG  | 1,90     |

Datum: 7. Juni
Die Türkei stellte nur einen Teilnehmer.

### Stabhochsprung
| Platz | Athlet         | Land | Höhe (m) |
| ----- | -------------- | ---- | -------- |
| 1     | Dieter Möhring | FRG  | 4,10     |
| 2     | Rudolf Zech    | FRG  | 4,10     |
| 3     | Isil Özışık    | TUR  | 3,60     |
| 4     | Orhan Altan    | TUR  | 3,50     |

Datum: 8. Juni

### Weitsprung
| Platz | Athlet         | Land | Weite (m) |
| ----- | -------------- | ---- | --------- |
| 1     | Ronald Krüger  | FRG  | 7,49      |
| 2     | Hermann Strauß | FRG  | 6,98      |
| 3     | Yalçın Ünsal   | TUR  | 6,86      |
| 4     | Yıldıray Pağda | TUR  | 6,42      |

Datum: 8. Juni

### Dreisprung
| Platz | Athlet         | Land | Weite (m) |
| ----- | -------------- | ---- | --------- |
| 1     | Hermann Strauß | FRG  | 15,00     |
| 2     | Yıldıray Pağda | TUR  | 14,58     |
| 3     | Manfred Bäcker | FRG  | 14,36     |
| 4     | Orhan Altan    | TUR  | 14,04     |

Datum: 7. Juni

### Kugelstoßen
| Platz | Athlet           | Land | Weite (m) |
| ----- | ---------------- | ---- | --------- |
| 1     | Hermann Lingnau  | FRG  | 17,07     |
| 2     | Dietrich Urbach  | FRG  | 16,36     |
| 3     | Mehmadali Aydede | TUR  | 13,42     |
| 4     | Necdet Akin      | TUR  | 13,42     |

Datum: 7. Juni

### Diskuswurf
| Platz | Athlet          | Land | Weite (m) |
| ----- | --------------- | ---- | --------- |
| 1     | Dieter Möhring  | FRG  | 49,38     |
| 2     | Dietrich Urbach | FRG  | 48,77     |
| 3     | Nuri Turan      | TUR  | 44,58     |
| 4     | Ömer Çakır      | TUR  | 42,41     |

Datum: 8. Juni

### Hammerwurf
| Platz | Athlet                  | Land | Weite (m) |
| ----- | ----------------------- | ---- | --------- |
| 1     | Alfons Wiegand          | FRG  | 57,26     |
| 2     | Willi Glotzbach         | FRG  | 54,70     |
| 3     | Konstantin Sideropoulos | TUR  | 51,98     |
| 4     | Muzaffer İskender       | TUR  | 46,68     |

Datum: 8. Juni

### Speerwurf
| Platz | Athlet           | Land | Weite (m) |
| ----- | ---------------- | ---- | --------- |
| 1     | Herbert Koschel  | FRG  | 70,05     |
| 2     | Dieter Möhring   | FRG  | 62,59     |
| 3     | Hayati Sezenler  | TUR  | 59,10     |
| 4     | Nuri Cetinyilmaz | TUR  | 57,25     |

Datum: 7. Juni